# Fred Schmidt
Frederick Weber "Fred" Schmidt, född 23 oktober 1943 i Evanston i Illinois, är en amerikansk före detta simmare.
Schmidt blev olympisk guldmedaljör på 4 x 100 meter medley vid sommarspelen 1964 i Tokyo.